# Zbigniew Nikoniuk
Zbigniew Nikoniuk (ur. 1964 w Woroblinie) – ksiądz katolicki, birytualista, proboszcz parafii św. Nikity Męczennika w Kostomłotach w latach 2007-2019. Od 2019 proboszcz parafii Niwiski.

## Życiorys
Zbigniew Nikoniuk pochodzi z rodziny wyrosłej na tradycji unickiej. Ukończył Wyższe Seminarium Duchowne w Siedlcach. Tematem jego pracy magisterskiej była monografia parafii Kostomłoty. Święcenia kapłańskie przyjął w 1997 roku. Był wikariuszem w parafiach diecezji siedleckiej w: Leopoldowie, Huszlewie, Łosicach oraz Łomazach. Od 1 września 2007 roku (do 30 czerwca 2019 roku) dekretem ordynariusza siedleckiego Zbigniewa Kiernikowskiego pełnił funkcję proboszcza jedynej na świecie neounickiej parafii obrządku bizantyjsko-słowiańskiego. Od 1 lipca 2019 jest proboszczem parafii Niwiski.

## Działalność
Ks. Zbigniew Nikoniuk był opiekunem Sanktuarium Unitów Podlaskich w Kostomłotach, z prawem odprawiania mszy świętej w dwóch obrządkach: łacińskim i bizantyjsko-słowiańskim. W sanktuarium znajdują się relikwie Błogosławionych Unitów Podlaskich.
Ksiądz Nikoniuk prowadził aktywną działalność duszpastersko-religijną mającą na celu rozwój Kościoła neounickiego. Zredukowany w okresie PRL-u do jednej parafii Kościół neounicki za jego przyczyną rozpoczął sprawowanie liturgii się poza jej granicami. Poza cerkwią w Kostomłotach kult religijny w obrządku bizantyjsko-słowiańskim sprawowany jest m.in. w Siedlcach, Białej Podlaskiej, Chełmie, w parafii w janowskiej oraz w innych miejscowościach Podlasia i Chełmszczyzny. 
W latach 2009–2019 ks. Zbigniew Nikoniuk organizował coroczną Pielgrzymkę Jedności Katolików z unickiego sanktuarium w Kostomłotach do rzymskokatolickiego Sanktuarium Unitów w Pratulinie z udziałem duchownych oraz pielgrzymów z Polski i zagranicy reprezentujących różne obrządki w Kościele.

## Publikacje
- Zbigniew Nikoniuk: Kostomłoty droga ku jedności. Brak numerów stron w książce  – książka opisująca historię Unii brzeskiej oraz Parafii Greckokatolickiej w Kostomłotach.